# ルイス・ミゲル・ラミス
ルイス・ミゲル・ラミレス・モンフォルト（Luis Miguel Ramis Monfort、1970年7月25日 - ）は、スペイン・カタルーニャ州タラゴナ出身の元サッカー選手、現サッカー指導者。現役時代のポジションはDF。

## 選手経歴
ジムナスティック・タラゴナのカンテラで育成され、1988-89シーズンにセグンダBに所属していたトップチームでプロデビュー。1991年にレアル・マドリードへ引き抜かれ最初の2シーズンはカスティージャでプレーした。1992-93シーズンから2シーズンはトップチームのメンバーとして公式戦37試合に出場し、1得点を記録した。その後はCDテネリフェでセビージャFCでレギュラーとして活躍したが、デポルティーボ・ラ・コルーニャへ移籍して以降はキャリアに陰りが見え始め、2002-03シーズンのラシン・フェロルでプロからは身を退いた。

## 指導者経歴
現役引退後の2006年から10年もの間レアル・マドリードのカンテラで指導者として務め、2016年１月5日、ジネディーヌ・ジダンがトップチームの監督に就任したことで内部昇格という形でBチームの監督を務めることが発表された。
2017年3月14日、UDアルメリアの監督に途中就任し、2017-18シーズンの途中まで指揮した。
2018年6月24日、セグンダ・ディビシオンのアルバセテ・バロンピエの指揮を執ることが決定した。
2020年2月3日、降格圏に沈んでいたCDテネリフェの監督に就任した。就任後はチームを立て直し、2022-23シーズンいっぱいまで指揮を執った。
2023年11月6日、ルイス・ガルシアの後任としてRCDエスパニョールの監督就任が発表された。

## タイトル

### クラブ
レアル・マドリード
- スーペルコパ・デ・エスパーニャ : 1回 (1993)
- コパ・イベロアメリカーナ : 1回 (1994)

デポルティーボ
- プリメーラ・ディビシオン : 1回 (1999-00)

### 監督
レアル・マドリードB
- セグンダ・ディビシオンB : 1回 (2015-16)